# Transformation de Lobry de Bruyn-van Ekenstein
En chimie des glucides, la transformation de Lobry de Bruyn-van Ekenstein, également connue sous le nom de transformation de Lobry de Bruyn-Alberda van Ekenstein, est une transformation catalysée par une base ou un acide, d'un aldose en cétose ou vice-versa, avec pour intermédiaire réactionnel un énediol tautomère. Les cétoses peuvent aussi être transformés en 3-cétoses. L'énediol est aussi un intermédiaire pour l'épimérisation d'un aldose ou d'un cétose,.
Ces réactions sont habituellement catalysées par les bases, mais elles peuvent aussi se dérouler en milieu acide ou neutre. Une réaction de réarrangement typique est l'équilibre chimique entre le glycéraldéhyde, un aldose, et la dihydroxyacétone, un cétose.
La transformation de Lobry de Bruyn-van Ekenstein est utile dans la production industrielle de certains cétoses. Elle a été découverte en 1885 par Cornelis Adriaan Lobry van Troostenburg de Bruyn (en) et Willem Alberda van Ekenstein (en).

## Transformation aldose-cétose
Le schéma ci-dessous décrit l'interconversion entre un aldose et un cétose, où R est un substituant organique quelconque : 
L'équilibre dépend de la concentration, du solvant, du pH et de la température. À l'équilibre, l'aldose et le cétose forment un mélange qui, dans le cas du glycéraldéhyde et de la dihydroxyacétone, est appelé « glycérose ».

## Épimérisation
L'atome de carbone où la déprotonation initiale se produit est un centre stéréogène. Si, par exemple, le D-glucose (un aldose) se réarrange en  D-fructose (un cétose), la configuration stéréochimique est perdue lors du passage par la forme énol. En effet, l'énol peut être protoné sur une face ou l'autre, ce dont peut résulter la formation de l'épimère du D-glucose, le D-mannose. Le produit final est un mélange de D-glucose, D-fructose et D-mannose.